# Hop Sing Tong
Hop Sing Tong is een Chinees-Amerikaanse vereniging. Sinds 1875 bestaat deze vereniging. Hop Sing Tong behartigt de belangen van Chinezen in Amerika. Vroeger was dat alleen de belangen van leden. In de vroege geschiedenis van deze tong hield het net als andere tongs zich onder andere ook bezig met maffioze praktijken zoals gokhuizen, afpersing van rijke Chinezen en opiumhandel.

## Vestigingen

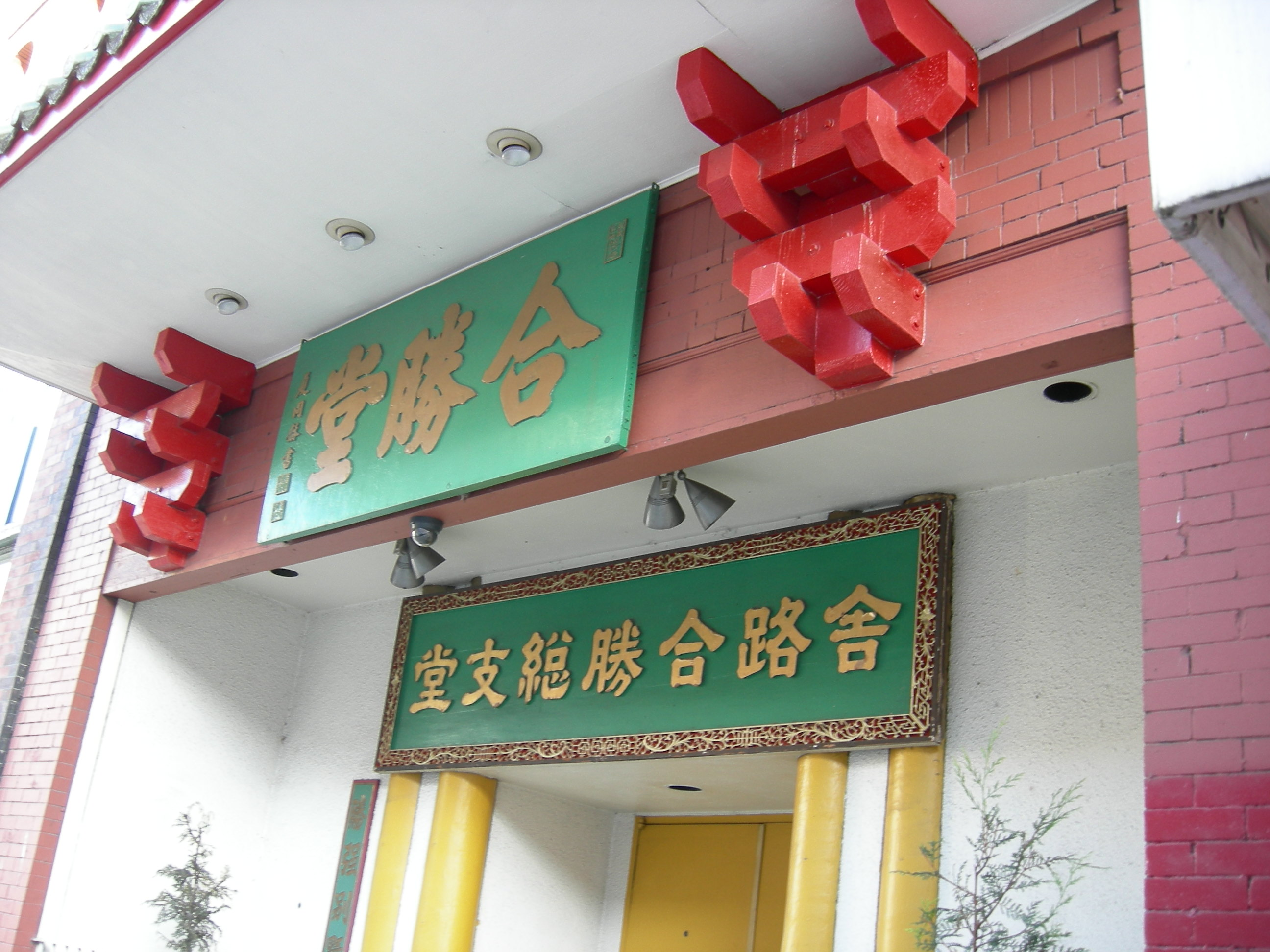
De Hop Sing Tong gebouw in Seattle, Washington

De Hop Sing Tong heeft in de volgende Amerikaanse steden vestigingen:
- Denver
- Los Angeles
- Marysville
- Portland
- San Francisco
- San Leandro
- Seattle